# 1815 en Grèce ottomane
Chronologie de la Grèce ottomane
- 1811
- 1812
- 1813
- 1814
- 1815
- 1816
- 1817
- 1818
- 1819

Cette page concerne les évènements survenus en 1815 en Grèce ottomane  :

## Événement
- Nouvelle invasion ottomane de Magne (en)

## Création
- République des îles Ioniennes, qui succède à la République des Sept-Îles.

## Naissance
- Adamándios Papadiamandópoulos (el), juge puis procureur à la Cour Suprême.
- Georges Averoff, homme d'affaires et philanthrope.
- Panagiótis Efstratiádis (el), archéologue.
- Spiridione Gambardella (et), peintre britannique.
- Panagiótis Lýtsikas (el), médecin.
- Athanásios Miaoúlis, militaire et premier-ministre.
- Dimítrios Skalistíris (el), ingénieur militaire et professeur d'université.
- Spyrídon Zambélios (el), écrivain.